# Sajako Kuroda
Sajako Kurodová (japonsky 黒田 清子, Kuroda Sajako; * 18. dubna 1969, Císařský palác v Tokiu) je japonská ornitoložka a bývalá japonská princezna. Je jedinou dcerou a nejmladším dítětem bývalého japonského císaře Akihita a jeho manželky, bývalé císařovny Mičiko. Je tak sestrou panujícího císaře Naruhita. Od roku 2017 je také šintoistickou velekněžkou svatyně Ise.
Roku 1992 byla přijata jako pracovnice výzkumu na Jamašinském institutu ornitologie, kde se specializovala na výzkum ledňáčků. V roce 1998 zde byla jmenována výzkumnicí. Kromě svého výzkumu cestovala do zahraničí i po Japonsku jako zástupkyně císařské rodiny. Až do svatby s Jošikim Kurodou 15. prosince 2005 disponovala titulem princezna Nori, kdy se dle císařských rodových zákonů titulu vzdala a opustila císařskou rodinu.